# Marco Fulvio Flaco
Marco Fulvio Flaco  (en latín, Marcus Fulvius M. f. Q. n. Flaccus; m. 121 a. C.) fue un militar y político romano del siglo II a. C.

## Carrera pública
Senador del círculo de los Gracos, fue miembro, junto con Cayo Papirio Carbón y Cayo Graco, de la comisión agraria triunviral de 129 a. C. encargada de la aplicación de la ley de reparto de tierras. 
Nombrado cónsul en 125 a. C., fue enviado a ayudar a los habitantes de Massilia (en la actualidad, Marsella) a reprimir las depredaciones de los saluvios. Fue el primero en dominar a los ligures transalpinos y, a su regreso a Roma, tuvo derecho a celebrar un triunfo. Durante su consulado propuso la concesión de la ciudadanía romana a todos los aliados italianos, introduciendo una cuestión que preocuparía a Roma por muchos años.
En el año 123 a. C. acompañó a Cayo Graco a la fundación de la colonia de Junonia sobre las ruinas de Cartago. Este momento, que marca el cenit de las reformas de los Gracos, es también su punto de inflexión, pues su ausencia de Roma fue aprovechada por sus enemigos para emprender una campaña de calumnias para minar su prestigio.
Cuando en el año 121 a. C. Cayo Graco no consiguió ser reelegido como tribuno de la plebe, Flaco envió a sus partidarios a protestar a la colina Aventina. El cónsul Lucio Opimio la reprimió brutalmente y resultaron muertos Cayo Graco, Marco Fulvio Flaco y el hijo mayor de este, que se habían refugiado en el templo de Diana, así como miles de sus seguidores.
Cicerón lo menciona entre los oradores de la época, pero afirma que él apenas estaba por encima de la mediocridad; a pesar de eso, sus discursos todavía estaban vigentes en la época de Cicerón. 

## Descendencia
Su hija Fulvia fue la esposa de Publio Léntulo y madre de Léntulo Sura. Cicerón lo llama suegro de un hermano de Q. Catulo, de donde podemos inferir que tenía una segunda hija. Una tercera hija se casó con Lucio Julio César, cónsul en 91 a. C., de modo que Fulvio Flaco fue el abuelo de Lucio Julio César, que fue cónsul en el año 64 a. C.